# Бентливил (Охајо)
Бентливил (енгл. Bentleyville) град је у америчкој савезној држави Охајо.

## Демографија
По попису из 2010. године број становника је 864, што је 83 (-8,8%) становника мање него 2000. године.
| Група             | 2000.       | 2010.       |
| Белци             | 911 (96,2%) | 816 (94,4%) |
| Афроамериканци    | 8 (0,8%)    | 6 (0,7%)    |
| Азијати           | 17 (1,8%)   | 24 (2,8%)   |
| Хиспаноамериканци | 9 (1,0%)    | 5 (0,6%)    |
| Укупно            | 947         | 864         |